# Phänomenta

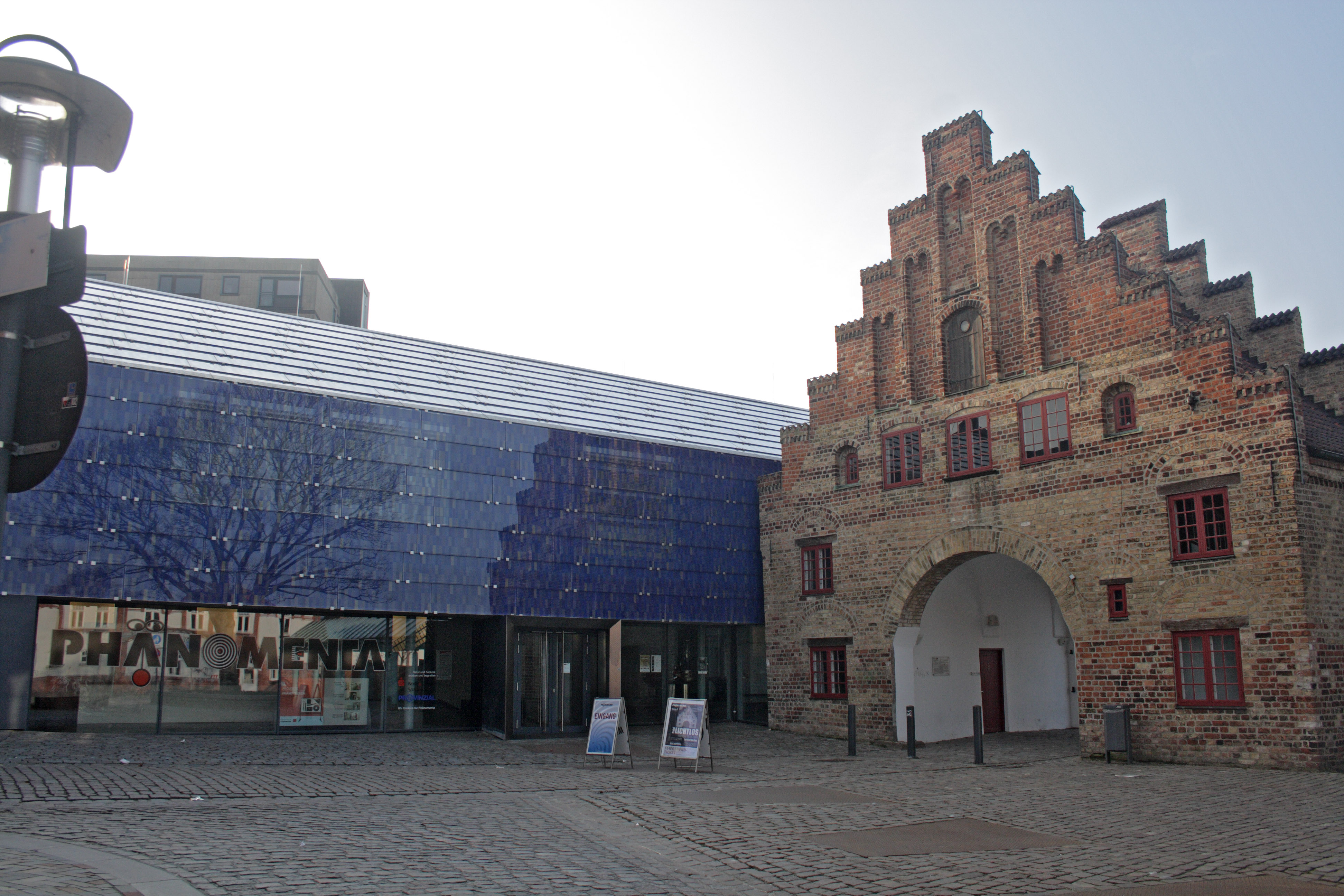
Flensburger Phänomenta mit dem Nordertor

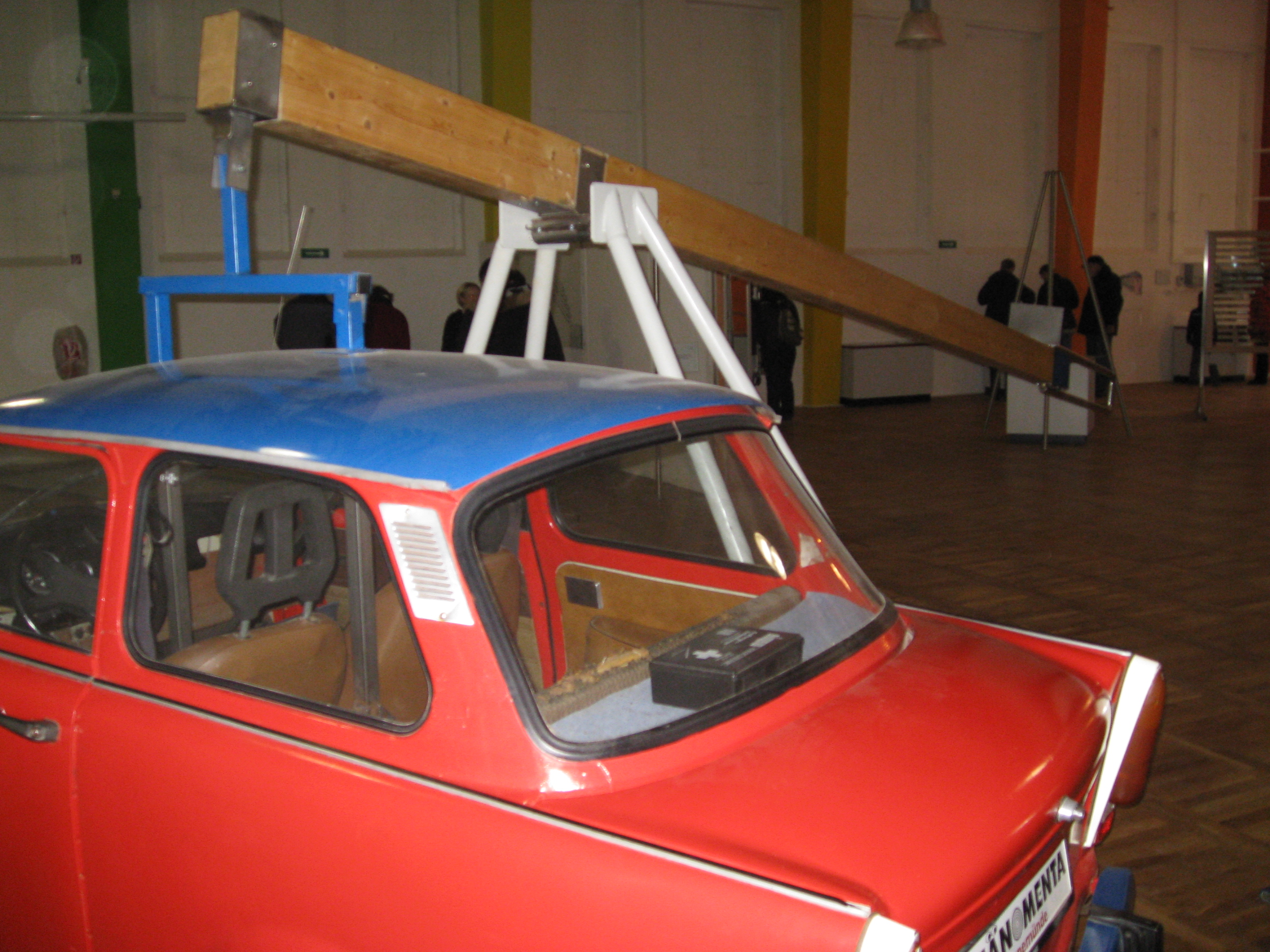
Hebel-Trabant in Peenemünde

Unter dem Namen Phänomenta existieren in Deutschland vier dauerhafte Ausstellungen (in Bremerhaven, Flensburg, Lüdenscheid und in Peenemünde), die ihren Besuchern die Gesetze und Phänomene der Physik näherbringen wollen.

## Grundkonzept
Mit Experimenten, die die Besucher der jeweiligen Ausstellung zumeist komplett selbst durchführen können, sollen Naturwissenschaft und Physik für alle Altersklassen interessant und verständlich gemacht werden. Dafür gibt es zu jedem Versuch Informationstafeln, auf denen beschrieben ist, wie man den Versuch durchführen soll, und warum er zum festgestellten Ergebnis führt. So ist es in der Phänomenta in Peenemünde zum Beispiel möglich, mit Hilfe der Hebelwirkung einen 700 kg schweren Trabant 601 mit einer Hand anzuheben. Auch optische Täuschungen gehören zum Repertoire.
Als ein Beispiel unter vielen findet sich in Peenemünde eine Postkarte folgenden Inhalts: „Nach eienr Stidue der Cmabridge Uinverstiaet ist es eagl, in wlehcer Reiehnfogle die Bchustbaen in Woeretrn vokrmomen. Es ist nur withcig, dsas der ertse und lettze Bchusatbe an der ricthgien Stlele snid. Der Rset knan total falcsh sein und man knan es onhe Porbelme leesn. Das ist, wiel dsas mneschilche Geihrn nciht jeden Bchustbaen liset sodnern das Wrot als gaznes. Krsas oedr..?“

## Standorte
Die erste Phänomenta entstand in den 1980er Jahren an der Pädagogischen Hochschule in Flensburg, die sich auf die Lehrerausbildung für Grundschulen, Hauptschulen und Realschulen spezialisiert hatte. Verantwortlich für die Idee dieses ersten Science Centers Deutschlands ist Professor Lutz Fiesser. Dieser erhielt 2017 für seine Pionierarbeit in der naturwissenschaftlichen Bildung das Bundesverdienstkreuz am Bande. Im Laufe der Zeit entstanden weitgehend unabhängige Ableger dieser Phänomenta. Der Name Phänomenta blieb aber dennoch eine geschützte Bezeichnung. Seine Verwendung für Ausstellungen in der Öffentlichkeit kann bei der Flensburger Phänomenta beantragt werden.
Es existieren in Deutschland heute vier feste Ausstellungen, nämlich die Phänomenta Bremerhaven, die Phänomenta Flensburg, die Phänomenta Lüdenscheid (gegründet 1996) sowie die Phänomenta in Peenemünde auf der Insel Usedom (eröffnet 2000). Ehemalige, offenbar mittlerweile geschlossene Phänomentas befanden sich um 2006 in Suhl und seit 1998 im historischen Rathaus in Templin. Bis 2012 waren zudem zwei Phänomenta-Wanderausstellungen in verschiedenen Städten in Deutschland unterwegs. Noch heute verleihen einige der Phänomentas entsprechende Ausstellungsstücke. 2007 war die Flensburger Phänomenta zusammen mit dem Mathematikum aus Gießen an der Einrichtung der ersten Ausstellung der Experiminta in Frankfurt am Main beteiligt. 2015 wurde des Weiteren die phæno ein Science Center mit einem offensichtlich ähnlichen Namen und Konzept in Wolfsburg eröffnet. Seit 2016 ist offenbar die Einrichtung eines Einstein-Museums nach dem Vorbild der Phänomenta in Ulm angedacht. In den letzten Jahren beteiligen sich Phänomentas auch an Einführungen von sogenannten Mini-Phänomentas, kleinere Phänomentas an deutschen wie auch ausländischen Schulen, beispielsweise in Thailand. Die jeweiligen Phänomenta-Ausstellungen werden staatlich primär durch die jeweiligen Kommunen finanziert; daneben auch durch ehrenamtliche Fördervereine und durch örtliche Sponsoren. Die Eintrittspreise sind je nach Standort unterschiedlich gestaffelt.